# Staurophoma panici
Staurophoma panici är en svampart som beskrevs av Höhn. 1907. Staurophoma panici ingår i släktet Staurophoma, divisionen sporsäcksvampar och riket svampar.   Inga underarter finns listade i Catalogue of Life.